# مصر في ألعاب البحر الأبيض المتوسط 2022
حصلت مصر في هذهِ الدورة على 51 ميدالية (مقسومة على 13 ذهب - 15 فضة - 23 برونز).
شاركت البعثة المصرية في دورة ألعاب البحر المتوسط ب 184 لاعبًا ولاعبة، يتنافسون في 19 رياضة وهم: ألعاب القوى والريشة الطائرة وكرة السلة والملاكمة والسلاح والجمباز وكرة اليد والكاراتيه والرماية والتنس والتايكوندو والكرة الطائرة والقوس والسهم والجودو والشراع وتنس الطاولة ورفع الأثقال والمصارعة والفروسية.

## كم عدد ميداليات مصر في ألعاب البحر المتوسط 2022؟[2]
حصدت مصر 51 ميدالية متنوعة في دورة ألعاب البحر الأبيض المتوسط «وهران 2022» ووكان مركز السادس من حيث الجوائز؛ بواقع 13 ميدالية ذهبية، و15 فضية، و23 برونزية.

## ترتيب مصر بين العرب في ألعاب البحر المتوسط 2022
احتلت مصر المركز الثاني عربيا في ترتيب الدول المشاركة بألعاب البحر الأبيض المتوسط 2022 برصيد 51 ميدالية؛ منها 13 ذهبية، و15 فضية و23 برونزية.

### حصيلة ميداليات مصر في ألعاب البحر المتوسط 2022
| اللاعب                                             | اللعبة                        | الميدالية                     |
| -------------------------------------------------- | ----------------------------- | ----------------------------- |
| عمرو رضا                                           | المصارعة الحرة                | ذهبية                         |
| دينا مشرف، هنا جودة، مريم الهضيبي                  | تنس الطاولة "فريق السيدات"    | ذهبية                         |
| فريال أشرف                                         | الكاراتيه                     | ذهبية                         |
| يوسف بدوي                                          | الكاراتيه                     | ذهبية                         |
| محمد عبد الموجود                                   | الجودو                        | ذهبية                         |
| يسري حافظ                                          | الملاكمة                      | ذهبية                         |
| بسنت حميدة                                         | ألعاب القوى                   | ذهبيتين                       |
| نعمة سعيد                                          | رفع الأثقال                   | ذهبيتين                       |
| زياد السيسي                                        | سلاح السابر                   | ذهبية                         |
| محمد السيد                                         | سلاح سيف المبارزة             | ذهبية                         |
| سيف عيسى                                           | تايكوندو                      | ذهبية                         |
| عبد الله عبد العزيز                                | كاراتيه                       | فضية                          |
| ريم سلامة                                          | كاراتيه                       | فضية                          |
| أحلام يوسف                                         | كاراتيه                       | فضية                          |
| عمر عصر                                            | تنس الطاولة                   | فضية                          |
| أحمد عبد الغني                                     | رفع الأثقال                   | فضيتين                        |
| كريم كحلة                                          | رفع الأثقال                   | فضيتين                        |
| إسراء عويس                                         | ألعاب القوى                   | فضية                          |
| إيهاب عبد الرحمن                                   | ألعاب القوى                   | فضية                          |
| أشرقت درويش                                        | تايكوندو                      | فضية                          |
| عبد اللطيف محمد                                    | المصارعة الرومانية            | فضية                          |
| يحيى حافظ                                          | المصارعة الحرة                | فضية                          |
| محمد زيادة، محمد طارق طلعت، محمد النجار، محمد وئام | الفروسية "فرق"                | فضية                          |
| منتخب مصر لكرة اليد "رجال"                         | كرة يد                        | فضية                          |
| محمد طلعت                                          | فروسية "فردي"                 | برونزية                       |
| شهد الحسيني                                        | تايكوندو                      | برونزية                       |
| بسمة عماد                                          | رفع الأثقال                   | برونزية                       |
| محمد مجدي                                          | دفع الجلة                     | برونزية                       |
| عمر السيد                                          | ملاكمة                        | برونزية                       |
| يمنى عياد                                          | ملاكمة                        | برونزية                       |
| عزمي محيلبة                                        | الرماية سكيت                  | برونزية                       |
| يسري سامي                                          | جودو                          | برونزية                       |
| سمر حمزة                                           | المصارعة الحرة                | برونزية                       |
| شيماء محمد                                         | المصارعة الحرة                | برونزية                       |
| يوسف حميدة                                         | المصارعة الحرة                | برونزية                       |
| علي زهران                                          | الجمباز                       | برونزية                       |
| ضحى هاني                                           | الريشة الطائرة                | برونزية                       |
| هيثم فهمي                                          | المصارعة الرومانية            | برونزية                       |
| عبد الرحمن عمر                                     | المصارعة الرومانية            | برونزية                       |
| نور الدين حسن                                      | المصارعة الرومانية            | برونزية                       |
| أحمد أيمن                                          | كاراتيه                       | برونزية                       |
| عمرو علاء                                          | كاراتيه                       | برونزية                       |
| أحمد جابر                                          | رفع الأثقال                   | برونزيتين                     |
| أحمد عاشور                                         | رفع الأثقال                   | برونزية                       |
| آية شحاتة                                          | تايكوندو                      | برونزية                       |
| محمد حمزة                                          | سلاح الشيش                    | برونزية                       |
| ميداليات مصر                                       | 51 (13 ذهب، 15 فضة، 23 برونز) | 51 (13 ذهب، 15 فضة، 23 برونز) |

.